# مركز الأبحاث
مركز الأبحاث هو إحدى مؤسسات منظمة التحرير الفلسطينية، يهدف إلى توفير البيئة المناسبة لتشجيع الإنتاج الفكري والثقافي الوطني فيما يخص  القضية الفلسطينية من جميع جوانبها، عن طريق إصدار الكتب وفصلية شؤون فلسطينية “وفق أسس المنهج العلمي” وإقامة الفعاليات والمناسبات، التي تؤرخ وتحفظ حقوق الشعب الفلسطيني في قضيته العادلة، وبما يمكن القارئ من تكوين رؤية شاملة تحليلية ونقدية حول قضية فلسطين.

## تأسيس مركز الأبحاث
تأسس مركز الأبحاث بقرار من اللجنة التنفيذية لمنظمة التحرير الفلسطينية، في 28 شباط 1965 في لبنان، ولقد هدف المركز من خلال تأسيسه إلى التركيز على تغطية الصراع العربي الصهيوني من خلال إصدار الكتب وعقد الندوات والمؤتمرات وأرشفة الوثائق والمخطوطات التي تهدف إلى تحقيق هذا الغرض.
ومن بين القرارات الأولى التي اتخذتها اللجنة التنفيذية برئاسة أحمد الشقيري هو تأسيس مركز الأبحاث وتولى المهمة فايز صايغ. رأى الشقيري ضرورة كبيرة للمركز فقال عنه “لقد أنشأت فيكم كفلسطيني أمرين، أولهما عقل المنظمة وهو مركز الأبحاث، وعضلات المقاومة وهو جيش التحرير”. وقد اتخذت اللجنة التنفيذية قراراً بأن يكون مقر هذا المركز هو بيروت.

## أهداف مركز الأبحاث
غاية المركز تغطية الصراع العربي – الصهيوني بالدراسات العلمية، وتوفير المعلومات الصحيحة حول القضية الفلسطينية. وقد تحددت أهدافه في هذا المجال بما يلي:
1) تغذية أجهزة منظمة التحرير ومؤسساتها المختلفة بالآراء والمعلومات التي تفيدها في مختلف أنواع نشاطها السياسي والإعلامي وتساعد في تحليل المواقف، ووضع الخطط والبرامج، واستكمال المعلومات وتدقيقها، واستخدام المعلومات.
2) جمع الوثائق القديمة والمعاصرة المتصلة بالصراع العربي – الصهيوني، ومتابعة جمع ما يستجدّ منها، وتنظيم سبل الاستفادة من هذه الوثائق.
3) جمع الكتب والدراسات التي تقع في دائرة اهتمامات المركز، وإنشاء مكتبة متخصصة لهذا الغرض.
4) إعداد الدراسات والأبحاث الميدانية حول القضية الفلسطينية وجوانب الصراع العربي – الصهيوني كلها، ونشرها لتكون مراجع يستفيد منها القرّاء والدارسون والمختصون.
5) متابعة وقائع الأحداث والدراسات المتصلة بالقضية الفلسطينية، وتنظيم الاستفادة منها.
6) نشر المعرفة بالعدو الإسرائيلي في الأوساط الفلسطينية والعربية، وتوفير المعلومات الدقيقة عن الشؤون الإسرائيلية.
استطاع المركز في بداية تأسيسه إنشاء العديد من الأقسام كان منها: شؤون فلسطينية، المكتبة، الأرشيف، وقسم اليوميات الفلسطينية، ونشرة رصد إذاعة إسرائيل،  والعديد من الأقسام الأخرى ذات الطابع الفتي والدعم، ومن خلال هذه الأقسام أُصْدِرَ أكثر من ثلاثمائة كتاب، وتوثيق الأحداث اليومية وحفظ المئات من الوثائق والمخطوطات ذات العلاقة بالقضية الفلسطينية.

## اعتداءات على المركز
تعرض المركز خلال فترة عمله في لبنان إلى العديد من الاعتداءات؛ في 1971 إنفجرت قنبلة أمام مبنى المركز نجم عنها أضرار خفيفة؛ وفي 1972 أُرسل طرد متفجر إلى المركز واصيب أنيس الصايغ وتضرّر جزءٍ من المبنى؛ وفي 1974 إنفجرت سيّارة مفخّخة مقابل المركز فتضررت مكتبة المركز. الاعتداء الأكبر
كان في 1982/9/15 حين قامت وحدة من القوات الإسرائيلية بمهاجمة مبنى المركز واقتحامه، وفور اقتحامها للمركز، شرعت الوحدة الإسرائيلية بعملية نهب محتويات المركز، إلا أن هذه المحتويات سرعان ما عادت من خلال عملية تبادل للأسرى اشترط خلالها الرئيس الشهيد ياسر عرفات إعادة محتويات مركز الأبحاث بتاريخ 23/11/1983، وقد اضطرت إسرائيل للاستجابة لهذا المطلب، وجرت عملية التبادل هذه في الجزائر.
ومن الاعتداءات الإسرائيلية الأخرى التي أتت على المركز كان تفجير مركز الأبحاث في العام 1983، حيث أسفر هذا التفجير عن تدمير جزء كبير من مبنى المركز، واستشهاد ثمانية من موظفيه، إضافة إلى جنديين من وحدة الجيش اللبناني أوكلت لهم مهمة حراسة المركز، وقد أدت عملية التفجير هذه، والمضايقات التي تعرض لها المركز من ناحية أخرى، إلى نقل مقره إلى قبرص والعمل من هناك خلال الأعوام 1985-1993، إلا أنه ولأسباب قاهرة اضطر المركز إلى التوقف عن العمل.

## إعادة إحياء المركز
بتاريخ 21/3/2016، أصدر الرئيس محمود عباس، مرسوماً بتأسيس مجلس إدارة لمركز الأبحاث، يرأسه د.محمد اشتية ويضم د. سامي مسلّم/ د. أحمد عزم/د. أيمن يوسف/د. عدنان ملحم/ د. إبراهيم أبراش/د. سميح شبيب/د. حسام زملط/ صقر أبو فخر. وبتاريخ 6/2/2018 قام مجلس الإدارة بتعيين د. منتصر جرار مديراً عاماً للمركز.
عقد مركز الأبحاث مؤتمره الأول في 12-22- اذار 2018 في رام الله تحت عنوان مراجعة استراتيجيات الحركة الوطنية الفلسطينية (أين أصبنا ؟ أين أخطأنا ؟)،  حيث ضم المؤتمر أكثر من 300 شخصية من النخب السياسية والأكاديمية والفكرية الفلسطينية من الداخل والخارج ومن كل المشارب والأطياف لمراجعة استراتيجيات الماضي ورسم استراتيجيات المستقبل.
ويلتزم المركز في عمله لتحقيق أهدافه بالسياسة العامة لمنظمة التحرير، ويسترشد بالخطط والبرامج التي تقررها مؤسسات المنظمة. وفيما عدا هذا يضع المركز نفسه خطط عمله وإنتاجه ونظمه الداخلية. ويتمتع المركز بقسط كبير من حرية النشاط والرأي والحوار والتعبير عن المواقف المتعددة ووجهات النظر المختلفة المطروحة على الساحة الفلسطينية. كما يتمتع بالحرية في دراسة نشاط خصوم منظمة التحرير ومواقفهم ووجهات نظرهم. ويتبع المركز في هذا كله مناهج البحث العلمي المعتمدة، ولا يخضع نفسه لأية عوامل سياسية أو إعلامية قد تتعارض مع هذا كله.

## التاريخ
تأسس مركز الأبحاث الفلسطيني في عام 1965 بعد عام واحد فقط من تأسيس منظمة التحرير الفلسطينية كمؤسسة بحثية وتعليمية. وقد اتخذ قرار تأسيسها في 28 فبراير/شباط من ذلك العام من قبل اللجنة التنفيذية لمنظمة التحرير الفلسطينية وكان مديرها الأول فايز صايغ. وقد احتلت ستة طوابق من مبنى مكون من سبعة طوابق في شارع كولومباني في منطقة الحمرا السكنية في غرب بيروت وحظيت بحماية دبلوماسية من الحكومة اللبنانية.
كان الهدف هو جمع المواد والكتب والمقالات والمنشورات المتعلقة بالتاريخ الفلسطيني وثقافة المجتمع والسياسة الإسرائيلية والفلسطينية على حد سواء. كما تصدر مجلة فصلية شؤون فلسطينية (الشؤون الفلسطينية) والوثائق الفلسطينية (الوثائق الفلسطينية) من عام 1971 فصاعدا. وبحلول عام 1982 كان المركز قد أنشأ مكتبة ضخمة تضم نحو 25 ألف مجلد باللغات الإنجليزية والعربية والعبرية إلى جانب مجموعة من الميكروفيلم لتشكل بذلك مستودعاً للأرشيفات الفلسطينية وهو ما وصفه مدير المركز بأنه ربما "أكبر مجموعة من المخطوطات في العالم حول قضية فلسطين". كما قاموا بتدريس دورات باللغة العبرية.
وفي ذروتها قاموا بتوظيف ما لا يقل عن 40 باحثًا
أنتجوا في الغالب باللغة العربية ولكن أيضًا باللغتين الفرنسية والإنجليزية أكثر من 300 منشور. وقد قاموا بدعم الباحثين من قبل 40 فردًا إضافيًا. أنيس صايغ وهو فلسطيني لبناني حصل على درجة الدكتوراه من جامعة كامبريدج في دراسات الشرق الأوسط في عام 1964،
حل محل شقيقه فايز كمدير في عام 1966 وهو المنصب الذي شغله حتى عام 1977. قدم استقالته في عام 1976 لكنه بقي مديراً للمعهد لمدة عام آخر حتى تمكن خليفته صبري جريس الذي قاموا بتعيينه في ذلك العام من إعفائه من منصبه. كان جريس وهو فلسطيني ناطق باللغة العبرية وحاصل على درجة في القانون من الجامعة العبرية قد غادر إسرائيل في عام 1970 بعد أن خضع لفترتين متتاليتين من الاعتقال الإداري. وفي فترة الانتقال تولى إدارة المركز الشاعر الفلسطيني محمود درويش (1977-1978). وفي ذلك الوقت نهبت محتويات المعهد وكان قسطنطين زريق، الأستاذ الفخري في الجامعة الأميركية في بيروت يرأس مجلس إدارته بينما كان الدكتور وليد الخالدي الأستاذ الزائر في جامعة هارفارد سكرتيرا له.
بينما كانت القوات الإسرائيلية تستعد لدخول بيروت خلال الغزو الإسرائيلي الثاني للبنان. وتوقع جريس خطر الاستيلاء على المجموعة فأمر بتعبئة مجموعة المركز من الوثائق النادرة والقيمة للغاية وجميع الملفات المتعلقة بالمعلومات الحساسة مثل ملفات الموظفين في حقيبتين
ثم شحنها لاحقًا إلى مكان آمن من لبنان. عندما بدأ الغزو قاموا باستهداف جمهورية بيه أر سي الشعبية بتفجيرين سابقين بسيارتين مفخختين في يوليو وأغسطس 1982. وفي 13 يوليو/تموز انفجرت سيارة في موقف للسيارات بجوار المركز لكنها لم تتسبب إلا في أضرار طفيفة. وفي 18 أغسطس/آب اكتشف ضباط منظمة التحرير الفلسطينية سيارة أخرى محملة بالمتفجرات متوقفة أمام المبنى وتمكنوا من إجلاء الناس من المنطقة قبل أن تنفجر وتصيب أربعة أشخاص.
وفي سبتمبر/أيلول احتلها جنود إسرائيليون لمدة أسبوع ثم تعرضت للنهب: حيث حطموا خزائن الملفات والمكاتب وغيرها من الأثاث وقاموا بنهب صندوق قوي لأخذ محتوياته كما سُرقت الهواتف والسخانات والمراوح الكهربائية وآلة الطباعة وغيرها من التجهيزات. كانت هذه العملية جزءًا من استراتيجية أوسع لجمع الوثائق من جميع مكاتب منظمة التحرير الفلسطينية التي أغار عليها جيش الدفاع الإسرائيلي في لبنان. في 15 سبتمبر قاموا بتحميل محتويات مكتبتها ومجموعات الميكروفيلم على ثلاث شاحنات
وشحنها إلى إسرائيل. كان أحد الجنود الإسرائيليين يشارك في نقل الأرشيف وعندما لاحظ وجود سبورة في غرفة مكتوب عليها باللغة العبرية ترك رسالة بالطباشير تقول "أنت في ورطة!" عليها. وقد استخدمت إسرائيل العديد من الوثائق بشكل انتقائي لبناء رواية تصور الفلسطينيين كإرهابيين وغزو جيش الدفاع الإسرائيلي على أنه حرر لبنان. 
وقد قاموا بجمع مجموعة أخرى تضم ما لا يقل عن 120 فيلماً وفيلماً وثائقياً في بيروت وتمت مصادرتها ولكن لم  تحدد "أرشيف منظمة التحرير الفلسطينية" الذي نهبت منه المواد. توجد المجموعة الآن في تل أبيب ويصعب الوصول إليها. وبعد رحيل الإسرائيليين وبعد خروج منظمة التحرير الفلسطينية أصبحت المؤسسة الوحيدة المتبقية لمنظمة التحرير الفلسطينية في لبنان. وقد قدرت قيمة المواد المفقودة بنحو 1.5 مليون دولار. مليون ولكن معظم المخطوطات كانت لا يمكن تعويضها. اتهم جريس إسرائيل بـ "نهب تراثنا الثقافي الفلسطيني". شرع جريس على الفور في إعادة ترتيب الكتب كانت بطاقات ملفاته الخاصة بالمنشورات العبرية وحدها يبلغ ارتفاعها 10 بوصات
من أجل إعادة بناء المجموعة المفقودة. 

### بحث حول الصهيونية ومنصة بيتسبرغ
كان مركز الأبحاث التابع لمنظمة التحرير الفلسطينية في بيروت مهتمًا بطريقة خاصة من خلال بيان وضع في عام 1885 من قبل مجموعة من حاخامات اليهودية الإصلاحية.
"نحن لا نعتبر أنفسنا أمة بعد الآن بل جماعة دينية وثم لا نتوقع العودة إلى فلسطين ولا عبادة التضحية في ظل أبناء هارون ولا استعادة أي من القوانين المتعلقة بالدولة اليهودية".
أصبح هذا الإعلان معروفًا باسم منصة بيتسبرغ وهي الصيغة التي طورها لاحقًا إلمر بيرغر في انتقاداته للصهيونية.
وقد اعتمد الكلمات الواردة في منصة بيتسبرغ حرفيا تقريبا في الوثيقة التأسيسية لمنظمة التحرير الفلسطينية أي الميثاق الوطني الفلسطيني. وفي القراءة الفلسطينية للتقاليد اليهودية اعتبرت هذه الوثيقة دليلاً على أن السلطات الحاخامية اعترفت بأن اليهود ليسوا أمة بل مواطنون في الدول التي ينتمون إليها وبالتالي فإن اليهودية نفسها كانت دينًا وليس مشروعًا لبناء الأمة أو استعادة الأراضي المقدسة. ولكن بحلول هذا الوقت كانت اليهودية الإصلاحية قد أنكرت رسميًا هذا البيان بسبب معاداته الضمنية للصهيونية واستبدلته بمنصة كولومبوس (1937).

### تفجير سيارة في فبراير 1983
كان تأثير انفجار القنبلة التي بلغ وزنها 150 كيلوغراماً من مادة تي إن تي هائلاً إذ هز النوافذ وهز المباني في مختلف أنحاء غرب بيروت كما اجتاح المشاة والسائقين والمتسوقين الذين كانوا متواجدين في المنطقة عندما انفجرت القنبلة في الساعة الثانية. مساء وقد أدت السيارة المفخخة إلى تدمير المبنى الذي يضم المركز بالكامل مما أسفر عن مقتل زوجة جريس حنة شاهين التي جاءت لزيارة المركز قبل إغلاقه في نهاية الأسبوع. توفي 3 أشخاص كانوا عالقين في مصعده آنذاك اختناقاً جراء استنشاق الدخان بعد أن حوصروا في الداخل. كما قُتل أيضًا البواب وعامل الهاتف.
وكان شفيق الحوت  الممثل الدبلوماسي لمنظمة التحرير الفلسطينية يملك مكتباً مؤقتاً في المبنى بعد أن أغلق الجيش اللبناني بعثة منظمة التحرير الفلسطينية في بيروت في سبتمبر/أيلول. لقد نجا من خلال تواجده في المنزل وقت الانفجار.
بعد الغارات المكثفة على مكاتب ومؤسسات منظمة التحرير الفلسطينية في عام 1982 ومصادرة الوثائق قام الباحثون بتمشيط المواقع لاستعادة أي مواد مفقودة وبمجرد جمعها قاموا بإيداع المواد في أحد طوابق المبنى في مكتب مركز التخطيط.  دمرت جميع هذه الملفات في الانفجار.

## العواقب
وتتعلق المواد التي قاموا بأخذها بحسب مدير مركز الأبحاث بمعلومات تاريخية عن العائلات والقرى العربية في فلسطين ما قبل عام 1948. وزعم المسؤولون الإسرائيليون أن المجلس التشريعي الفلسطيني هو منظمة لجمع المعلومات الاستخباراتية أكثر من كونه مركزاً أكاديمياً
وأن البيانات يمكن استغلالها للتخطيط لشن غارات إرهابية على إسرائيل. ومع بدء المفاوضات أصر جريس على معاملة الأرشيف كأسير حرب ووضعت منظمة التحرير الفلسطينية شرطاً لتبادل الأسرى مع الإسرائيليين وهو إعادة الأرشيفات المصادرة. في 24 نوفمبر 1983 إستبادلوا 6 أسرى إسرائيليين و5000 أسير حرب بالإضافة إلى ما أعلنته إسرائيل بأنه أرشيف منظمة التحرير الفلسطينية.
قامت إسرائيل بنسخ الأرشيف ثم قامت بإعادة تقسيمه إلى 100 صندوق وإرساله تحت رعاية الصليب الأحمر الدولي إلى الجزائر. وبما أن إسرائيل كانت قد سرقت أيضًا مخزون بيه أر سي الشعبية من مقتنياتها فقد أصبح من المستحيل التحقق مما إذا كانت محتويات المركز الإجمالية قد سُلمت أم لا. وفي عام 2008 تمكنت رونا سيلا من خلال مكاتب مايكل سفارد من الحصول على تأكيد من جيش الدفاع الإسرائيلي بأن العديد من الغنائم التي قاموا بالاستيلاء عليها في بيروت في تلك الفترة لا تزال موجودة في أرشيف جيش الدفاع الإسرائيلي في تل أبيب.
وبعد شهر من التبادل في 19 ديسمبر/كانون الأول أصدرت الجمعية العامة للأمم المتحدة في دورتها الثامنة والثلاثين القرار 38/180ب بأغلبية 121 صوتاً مؤيداً وصوت واحد معارض و20 امتناعاً عن التصويت وأدانت القرار إسرائيل بسبب استيلائها على الأرشيفات والوثائق وإزالتها. ونقل الجيش الجزائري الشحنة أولا إلى الخروبة ثم إلى القاعدة العسكرية بتبسة. وتبين أن الوجهة النهائية كانت قاعدة البياض في الصحراء الجزائرية القريبة من الحدود مع تونس. وقد فرض هذا التحول الثالث نتيجة للاحتياطات التي اتخذت بعد أن قامت القوات الجوية الإسرائيلية بتدمير مقر منظمة التحرير الفلسطينية في حمام الشط بتونس في الأول من أكتوبر/تشرين الأول 1985. وبسبب الخلافات الداخلية بين زعماء منظمة التحرير الفلسطينية أراد عرفات نقل الصندوق إلى القاهرة وأبو إياد إلى الجزائر وتركت الصناديق في هذا الموقع النهائي ولا تزال حتى يومنا هذا على ما يبدو في الجزائر. ومن غير المعروف ما إذا كانت قد بقيت سليمة أم لا نظراً لسوء التخزين وظروف الأمطار والحرارة والفئران. ويذكر أحد التقارير أنها تعرضت للتدمير نتيجة مزيج من هذه التأثيرات والإهمال. وبحسب سليمان فإن الأرشيف الجديد الذي أنشأته السلطة الوطنية الفلسطينية والذي يفتقر إلى إعادة دمج أرشيف حركة التحرير في الأيام الأولى لمنظمة التحرير الفلسطينية سوف يخلد سجلات الشعب الفلسطيني باعتبارها سجلات الدولة الناشئة وليس تجربة سنواتها الثورية السابقة. ونقل الجيش الجزائري الشحنة أولا إلى الخروبة ثم إلى القاعدة العسكرية بتبسة. وتبين أن الوجهة النهائية كانت قاعدة البياض في الصحراء الجزائرية القريبة من الحدود مع تونس. وقد فرض هذا التحول الثالث نتيجة للاحتياطات التي اتخذت بعد أن قامت القوات الجوية الإسرائيلية بتدمير مقر منظمة التحرير الفلسطينية في حمام الشط بتونس في الأول من أكتوبر/تشرين الأول 1985. وبسبب الخلافات الداخلية بين زعماء منظمة التحرير الفلسطينية أراد عرفات نقل الصندوق إلى القاهرة وأبو إياد إلى الجزائر وتركت الصناديق في هذا الموقع النهائي ولا تزال حتى يومنا هذا على ما يبدو في الجزائر. ومن غير المعروف ما إذا كانت قد بقيت سليمة أم لا نظراً لسوء التخزين وظروف الأمطار والحرارة والفئران. ويذكر أحد التقارير أنها تعرضت للتدمير نتيجة مزيج من هذه التأثيرات والإهمال. وبحسب سليمان فإن الأرشيف الجديد الذي أنشأته السلطة الوطنية الفلسطينية والذي يفتقر إلى إعادة دمج أرشيف حركة التحرير في الأيام الأولى لمنظمة التحرير الفلسطينية سوف يخلد سجلات الشعب الفلسطيني باعتبارها سجلات الدولة الناشئة وليس تجربة سنواتها الثورية السابقة. 
شرع جيريس في إعادة بناء المجموعة من الأضرار التي لحقت بها. وبعد أن أعادت إسرائيل المواد المنهوبة تعرض المبنى للقصف مرة أخرى من قبل مجموعات لبنانية مما أدى إلى مقتل وجرح العديد من الموظفين وإلحاق أضرار بالهيكل. فشلت المفاوضات مع الدول في المنطقة بشأن نقل المركز لذا انتقل المركز بعد ذلك مؤقتًا إلى نيقوسيا في قبرص في انتظار المفاوضات مع الحكومة المصرية بهدف الحصول على إذن لإعادة بناء المركز في القاهرة. استمر جريس في إدارة المركز في نيقوسيا حتى عودته إلى قريته الأصلية فسّوطة في شمال إسرائيل في عام 1992 وسعى إلى إعادة إنشاء مركز أبحاث في القدس الشرقية ولكن تلك الأرشيفات أيضًا صودرت مرة أخرى عندما داهمت الشرطة الإسرائيلية المقر الرئيسي لمنظمة التحرير الفلسطينية في بيت الشرق في أغسطس 2001 وأغلقته والذي كان يضم على أرضه منذ عام 1983 جمعية الدراسات العربية التي أسسها فيصل الحسيني لتوثيق التاريخ العربي لفلسطين.
وهكذا تعرضت محاولات جريس لتوثيق التاريخ الفلسطيني للمصادرة مرتين في بيروت وبعد عقدين من الزمن في القدس الشرقية.
ويصنف أنطون دي بايتز مصادرة إسرائيل أو تدميرها للوثائق الفلسطينية كمثال على الرقابة على الفكر التاريخي التي تمارسها العديد من الدول. وترى الباحثة الإسرائيلية رونا سيلا أن هذه الحوادث تشكل جزءًا من سياسة أو ممارسة مستمرة منذ ثلاثينيات القرن العشرين للاستيلاء على التمثيلات الفلسطينية لتجربتهم التاريخية وإخفائها وبالتالي ممارسة السيطرة عليها.
وتزعم أيضًا أن هناك معايير مزدوجة في المجتمع الإسرائيلي فيما يتعلق بالتراث : فهناك إجماع على أن الممتلكات الثمينة التي قاموا بالاستيلاء عليها في الحرب العالمية الثانية يجب أن تُعاد إلى أصحابها اليهود ولكن هذا القانون الأخلاقي لا ينطبق على الكنوز الفلسطينية التي استولت عليها إسرائيل كغنيمة. 

## الملاحظات
1. ↑  "وحصل المركز سريعاً على مباركة الحكومة اللبنانية التي منحته صفة هيئة دبلوماسية ووفرت له الحصانات التي تتمتع بها البعثات الدبلوماسية الأجنبية".
' (Gribetz 2017, pp. 94–95)
2. ↑  تقول شركة رونا سيلا أنها تضم 80 باحثًا (Sela 2018, p. 204).
3. ↑  وبحسب جدلية فإن صايغ كان "هدفاً لعدة اعتداءات من قبل المخابرات الإسرائيلية أثناء رئاسته لمركز الأبحاث". كما تعرض المركز خلال هذه الفترة إلى هذه الهجمات الإسرائيلية حيث تعرض لانفجار قنبلة عام 1971. وفي عام 1972، وبعد مرور عدة أشهر على اغتيال غسان كنفاني، انفجر طرد مفخخ في يد صايغ. كان لا بد من بتر إصبعه وكان يعاني من ضعف السمع. وفي أواخر عام 1974، تعرض المركز لقصف صاروخي تسبب في أضرار مادية جسيمة. قدم استقالته من مركز الأبحاث في فبراير 1976 حيث تم رفضها حتى مارس من العام التالي.' (Jadaliyya 2014)
4. ↑  "لقد استعدينا لدخول جيش الدفاع الإسرائيلي إلى المدينة، وخروجنا منها". كان ذلك في شهر سبتمبر/أيلول من عام 1982. كانت منظمة التحرير الفلسطينية ضخمة ولم نكن قادرين على أخذ أي شيء. قبل يوم من دخول جيش الدفاع الإسرائيلي إلى المدينة، حين كان معلوماً أن الجنود الإسرائيليين الأوائل دخلوا الشارع المجاور، وصلت إلى المركز ليلاً وأخذت معي مواد مهمة ـ مخطوطات في الغالب ـ وذكريات لشخصيات فلسطينية لم أكن أريد أن تضيع، وتقارير سياسية وتقييمات. لقد ظلوا معي، بعيدًا عن متناول جنود إسرائيل... هذا هو الأرشيف الحقيقي. ليس ما أخذه جيش الدفاع الإسرائيلي. وضعت المواد في حقيبتين وأبقيتهما في مكان آمن.' (Sela 2018, p. 219)
5. ↑  في مقابلة، صرّح المصور الصحفي الإسرائيلي شلومو أراد: "وصلتُ في وقت متأخر من الصباح؛ كان الطقس جميلاً، سبتمبر - صيفٌ لا يزال قائماً. كانت سلسلة من الجنود، على مسافةٍ بسيطةٍ من بعضهم البعض، يمررون صناديقَ مأخوذةٍ من الأرشيف من يدٍ إلى يد، حتى حُمِّلت على الشاحنات. كانت هناك شاحنتان واقفتان في الخارج. منعني الجيش من التقاط الصور، ولكن بعد جدلٍ طويل، اتُّفق على أن أتمكن من تصوير الجنود من الخلف. صوّرت السلسلة البشرية، ولكن تدخل الجيش مرةً أخرى، وحُذفت تلك الصورة تحديداً. لم يُعيدوها إليّ قط. سمحوا لي فقط بنشر الصورة التي أعطيتكم إياها، والتي لا يُمكن فيها تحديد هوية الجنود أو النهب الفعلي.." (Sela 2018, p. 220)
6. ↑  ويستشهد سليمان بمجلد "منظمة التحرير الفلسطينية في لبنان" للمؤرخ الإسرائيلي [[رافائيل
 إسرائيلية]]، نُشرت في عام 1983، كمثال على ذلك
.(Sleiman 2016, p. 48)
7. ↑  وفي مقابلة لاحقة، ذكر جيرسيس أنه كان من الصبياني إلى حد ما أن تقوم إسرائيل بنهب و مصادرة مجموعة الكتب التي يملكها المركز والتي نشرت في إسرائيل وتمت مصادرتها.
 متوفر بسهولة في المكتبات هناك (Jiryis & Qallab 1985, p. 186).
8. ↑  وذكر جريس أنه إلى جانب الكتب، هناك 3000 كتاب فقط تتعلق بـ "الكيان الصهيوني".لم تحتوي الوثائق التي تم جمعها على أي أسرار: "الوثائق لا تحتوي على أي أسرار تتعلق
سواء تجاه أنشطة منظمة التحرير الفلسطينية أو تجاه أنشطة القوى الصديقة أو المعادية. إنها ببساطة تشمل مجموعات قيمة من الوثائق القديمة البريطانية والعثمانية والإسرائيلية والعربية المتعلقة بالصراع العربي الإسرائيلي والتي يعود تاريخها إلى العقود القليلة الماضية..' (Jiryis & Qallab 1985, p. 186)
9. ↑  "ورغم الظروف السائدة في بيروت، فقد أنتج مركز أبحاث فلسطين التابع لمنظمة التحرير الفلسطينية ومعهد الدراسات الفلسطينية غير التابع له بعض الأبحاث المهمة، إلى أن أدى الغزو الإسرائيلي للبنان عام 1982 إلى تعطيل عملهما، وتعطيل الكثير من الإنتاج الفكري الفلسطيني. تم الاستيلاء على الأرشيفات التاريخية للمركز من قبل قوات الاحتلال الإسرائيلي، ولكن تم إعادتها كجزء من عملية تبادل الأسرى في نوفمبر 1983 مع منظمة التحرير الفلسطينية.' (Khalidi 1988, p. 229, n.1)
10. ↑  ودعا القرار حكومة إسرائيل إلى "إعادة الحقوق كاملةً، 
خلال منظمة الأمم المتحدة للتربية والعلم والثقافة، على جميع الممتلكات الثقافية التابعة للمؤسسات الفلسطينية، بما في ذلك الأرشيفات والوثائق التي أُخذت من مركز أبحاث فلسطين واستولت عليها القوات الإسرائيلية بشكل تعسفي".' (Unispal 1984)
11. ↑  "مرة أخرى، يقف منشئ الأرشيف ومُحتله على خلاف. ولكن في هذه الحالة تحول المبدع إلى آسر، وتحولت الثورة إلى دولة، وفُقد أرشيف مركز الأبحاث. ومن عواقب الخسارة عدم القدرة على سرد القصص باستخدام مصادرها. وقد تكون مثل هذه القصص عن منظمة التحرير الفلسطينية كطرف مارق، أو حركة مقاومة، أو مقدمة لدولة.' (Sleiman 2016, pp. 60,61)
12. ↑  "مرة أخرى، يقف منشئ الأرشيف ومُحتله على خلاف. ولكن في هذه الحالة تحول المبدع إلى آسر، وتحولت الثورة إلى دولة، وفُقد أرشيف مركز الأبحاث. ومن عواقب الخسارة عدم القدرة على سرد القصص باستخدام مصادرها. يمكن أن تكون مثل هذه القصص عن منظمة التحرير الفلسطينية كجهة مارقة، أو حركة مقاومة، أو مقدمة لدولة.
.' (Sleiman 2016, pp. 60,61)
13. ↑  «تم نقل أرشيف (القدس الشرقية) إلى حاويات في بيت شيمش». نظرًا لأن المنطقة تعاني من تغيرات مناخية شديدة، فإن المواد معرضة لخطر الدمار المادي..' (Sela 2018, p. 207)
14. ↑  "إن التحدي الذي يواجه الباحثين في الأرشيفات الاستعمارية هو فك رموز التاريخ المشوه الذي صنعه المستعمر. لقد تعرضت الأرشيفات والصور الفلسطينية للنهب والسلب بشكل منهجي ومتعمد من قبل الكيانات العسكرية اليهودية / الإسرائيلية أو من قبل المدنيين الذين استوعبوا رموز السلطة، وتم إيداعها في الأرشيفات الإسرائيلية الرسمية. وبالتالي تصبح إسرائيل المصدر الرئيسي للمعلومات عن الفلسطينيين.
 (Sela 2018, p. 206)
15. ↑  "يعيش المجتمع الإسرائيلي وفق مجموعة قواعد أخلاقية متناقضة. ومن ناحية أخرى، هناك إجماع على إعادة الكنوز التي استولى عليها النازيون إلى أصحابها اليهود، ونادرا ما يكون هذا الموضوع بعيدا عن الأجندة العامة. ومن ناحية أخرى، لا يتم تطبيق هذه القواعد الأخلاقية فيما يتعلق بمسألة استعادة الكنوز الفلسطينية التي غنمتها إسرائيل.
.' (Sela 2018, p. 224)